# André d'Espinay
André d'Espinay (Champeaux, 1451 - Paris, 10 de novembro de 1500) foi um cardeal do século XV.

## Primeiros anos
Nasceu em Champeaux em Ca. 1451. De uma família nobre. Filho de Richard d'Espinay e Beatrix de Montauban. Seu primeiro nome também está listado como Louis e seu sobrenome como Spinay e Spinayo. Ele foi chamado de Cardeal de Bordéus ou Cardeal de Lyon.

## Educação
Licenciatura em direito canônico (não foram encontradas mais informações educacionais).

## Juventude
Em 1476, foi proposto para a sé metropolitana de Arles, mas não foi eleito. Apostólico protonotário. Cânon do capítulo da catedral metropolitana de Bordéus. Prior de Saint-Martin-des-Champs, Paris

## Episcopado
Eleito arcebispo de Bordéus em 10 de abril de 1479; confirmado, 28 de abril de 1479; tomou posse, 1482; ocupou a sé até sua morte. Consagrado (nenhuma informação encontrada). Foi para a Bretanha em 1483 após a morte do rei Luís XI e lá ajudou o sucessor, o rei Carlos VIII. Participou da assembleia do clero galicano em 1485. Governador de Paris. Nomeado arcebispo de Lyon, mantendo a sé de Bordéus, 1º de outubro de 1488; ocupou a sé até sua morte. Ele foi promovido ao cardinalato a pedido do rei Carlos VIII da França.

## Cardinalato
Criado cardeal sacerdote no consistório de 9 de março de 1489; recebeu o chapéu vermelho e o título de Ss. Silvestro e Martino, 23 de março de 1489. Retornou à França e tornou-se abade comendador de Sainte-Croix de Bordeaux em 1490; renunciou ao cargo em 16 de agosto de 1499. Não participou do conclave de 1492 , que elegeu o Papa Alexandre VI. Em 1º de novembro de 1492, foi nomeado pelo novo Papa Alexandre VI legado na França diante do rei Carlos VIII, a quem o cardeal seguiu na campanha na Itália e no reino de Nápoles; esteve ao lado do rei na batalha de Fornone, perto de Parma, em 1495. Retornou à França. Administrador da Sé Metropolitana de Aix, de outubro de 1499 a maio de 1500. Abade comendador do mosteiro beneditino de Saints-Corneille et Cyprien de Compiègne, diocese de Soissons, de 25 de janeiro a 20 de abril de 1500. Foi benfeitor da Ordem dos Celestins.
Morreu em Paris em 10 de novembro de 1500, palácio de Tournelles. Sepultado na capela de Orleães, próximo ao altar-mor, na igreja dos Celestins, Paris (2) . A notícia de sua morte chegou a Roma em 23 de novembro de 1500.